# Puma (bojowy wóz piechoty)
Puma – niemiecki bojowy wóz piechoty, mający zastąpić w Bundeswehrze pojazdy Marder 1. Zamówiono 350 sztuk; od kwietnia 2015 roku dostarczane są pierwsze egzemplarze seryjne pojazdu.

## Opis konstrukcji

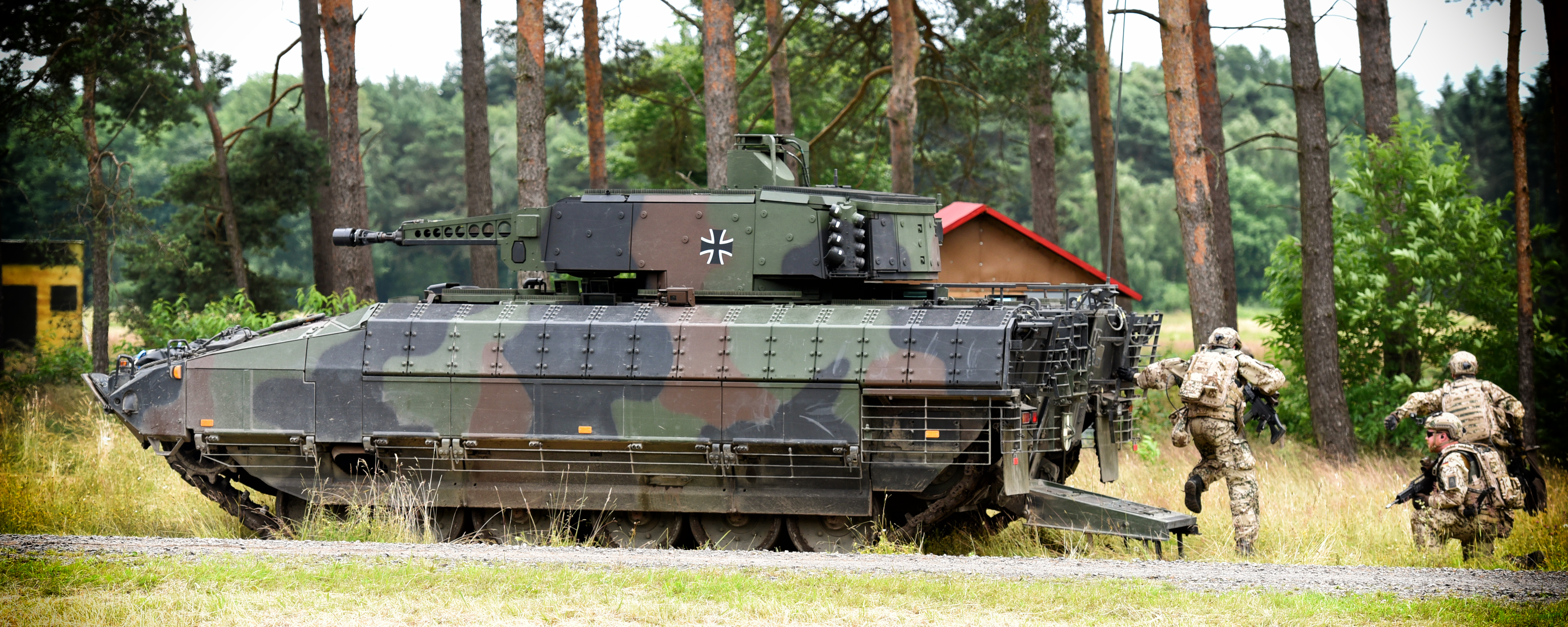
Puma

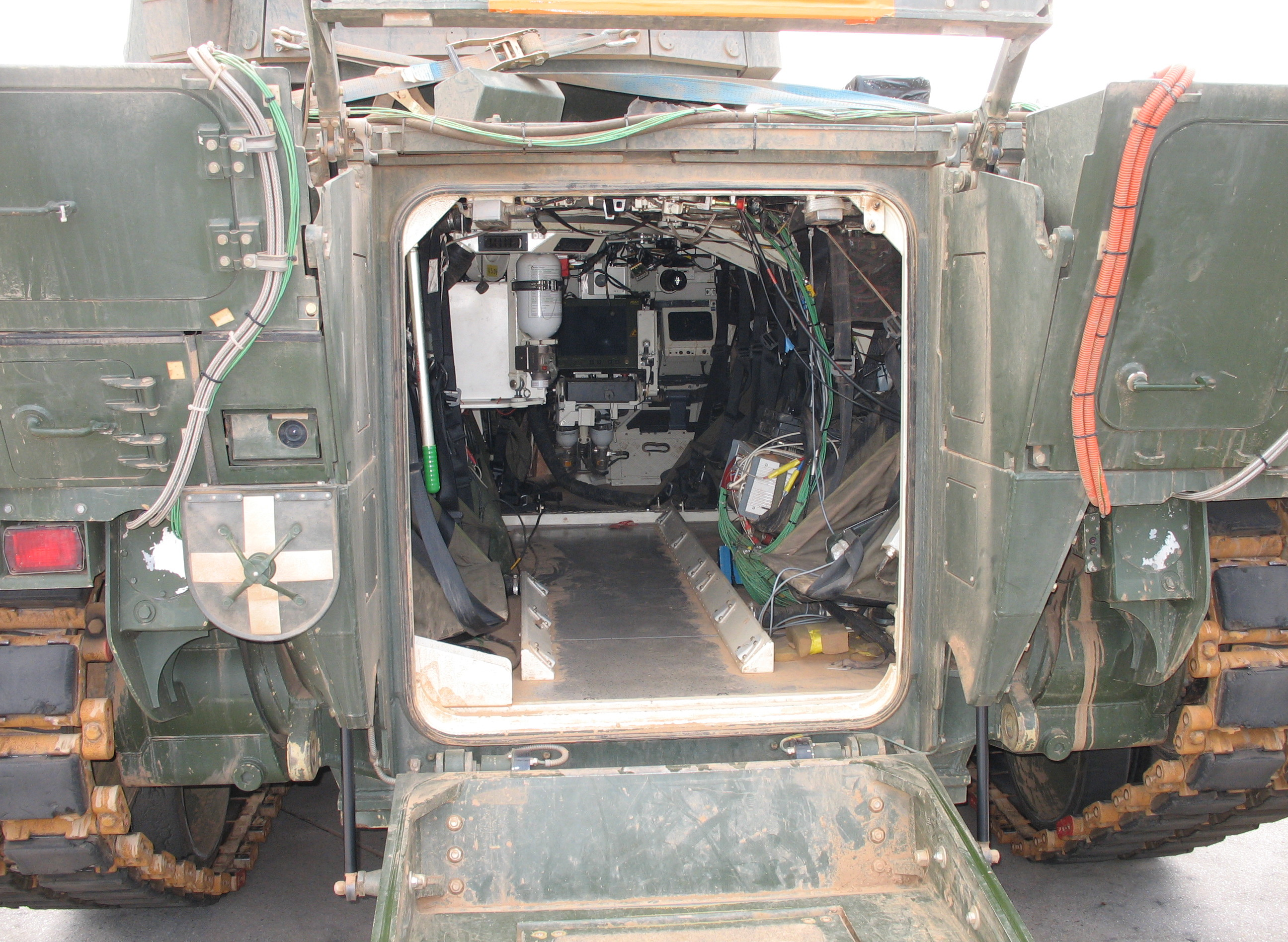
Widok tylnej części z otwartym włazem desantu

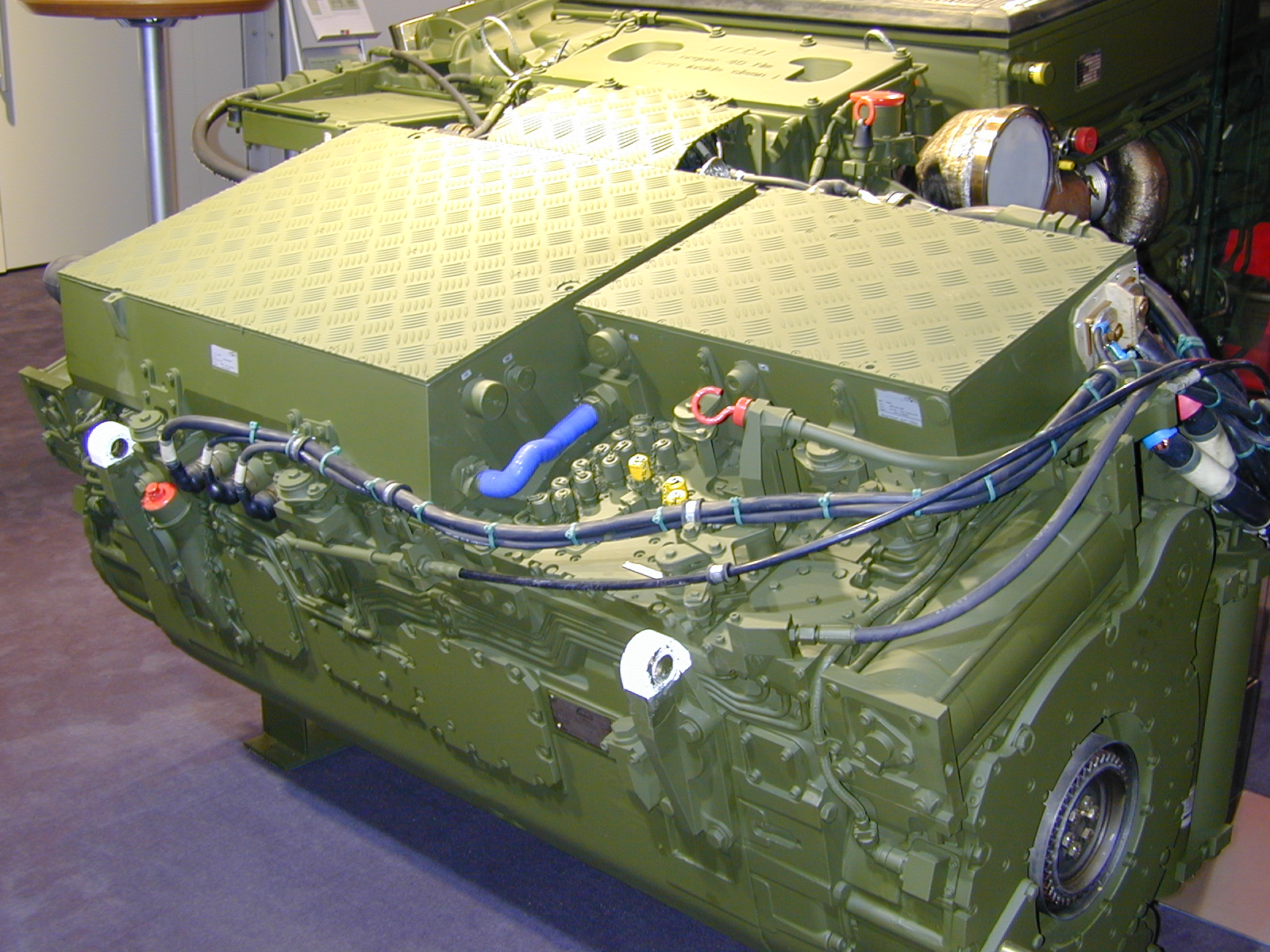
Puma-komplety zespół napędowy produkcji MTU

Puma stanowi nowatorski system uzbrojenia, który znacząco wzmocni Bundeswehrę. Puma jest względnie odporna na wybuchy min oraz improwizowanych ładunków wybuchowych (o masie do 10 kg). Pojazd jest również wytrzymały na ostrzał z broni kalibru 14,5 mm oraz odłamków artyleryjskich, a w przypadku pancerza przedniego i bocznego również z broni kalibru 30 mm. Zapewnia ochronę przed skutkami wykorzystania broni ABC. Zaawansowany system kierowania ogniem i rozwiązania zapewniające stabilność uzbrojenia skutkują bardzo wysoką celnością prowadzonego ognia.
Puma dodatkowo wyposażona jest w system MUSS (Multifunctional Self-Protection System) firmy EADS Defence Electronics, który składa się z czujników wykrywających nadlatujące pociski oraz elektroniczne i pirotechniczne środki obronne.
Zespół napędowy z silnikiem Diesla umieszczony jest w przedniej części pojazdu. Jednostka napędowa wyposażona jest w zintegrowany układ chłodzenia zainstalowany z przodu wozu. Układ wydechowy posiada system chłodzenia spalin, a jego wylot umieszczono z tyłu pojazdu.
W pojeździe mieści się trzech członków załogi w jednym klimatyzowanym przedziale (dowódca, kierowca, strzelec) oraz do sześciu żołnierzy desantu z tyłu pojazdu, gdzie umieszczono właz desantowy. Hermetyczne oddzielenie przedziału napędowego od tego dla załogi umożliwiło redukcję hałasu o 90% w porównaniu z Marderem (do poziomu 95 dB).
Kierowca zajmuje miejsce w przedniej lewej części kadłuba. Ma on do swojej dyspozycji właz z jednoczęściową pokrywą oraz trzy peryskopy do prowadzenia obserwacji w warunkach dziennych, z czego centralny może być zastąpiony przez peryskop pasywny ułatwiający pracę w nocy lub w złych warunkach pogodowych. Oprócz tego, na jego stanowisku znajduje się wyświetlacz przekazujący obraz z kamery cofania umieszczonej z tyłu pojazdu.
Dowódca i strzelec zajmują miejsca bezpośrednio za kierowcą, z czego dowódca po prawej, a działonowy po lewej stronie. Wszystkie włazy posiadają przesuwane pokrywy. Dowódca posiada pięć peryskopów umożliwiających obserwację na boki i do przodu, a działonowy jeden peryskop dzienny.
Kadłub Pumy wykonany jest ze spawanej stali pancernej z dodatkowym dołączanym pancerzem dla zwiększenia ochrony balistycznej. Masa bazowej wersji Pumy (tzw. poziom A) wynosi 31,45 t. Wóz w tej wersji może być transportowany samolotem A400M. Według producenta cztery samoloty A400M są w stanie przetransportować trzy wozy Puma wraz z załogami i zestawami dodatkowego opancerzenia, w które pojazdy te w warunkach polowych mogą zostać wyposażone przy użyciu standardowych narzędzi. Opancerzenie Pumy jest modułowe, co pozwala na łatwą zmianę rodzaju pancerza spośród wielu dostępnych opcji.
Puma jest produktem wyjściowym dla jednego z amerykańskich zespołów, które zmagać się będą o ciągle jeszcze mglisty program przyszłego wozu bojowego United States Army – GCV Infantry Fighting Vehicle (następcy pojazdów M113, M2 Bradley oraz Stryker). Spółki Krauss-Maffei Wegmann i Rheinmetall, które opracowały pojazd, zostały partnerami grupy przemysłowej Boeing oraz SAIC. Niemiecki wóz dla potrzeb armii amerykańskiej ma być poważnie powiększony.
Istnieją plany budowy wozu wsparcia ogniowego dla oddziałów Pum, budowanego na jej podwoziu. Miałby on być uzbrojony w 120-mm działo Rheinmetall z automatem ładowania nabojów, zabudowane w bezzałogowej wieży.

## Dane taktyczno-techniczne
- załoga: 3+6
- masa bojowa: 31 500 kg (poziom A)
- masa maksymalna: 43 000 kg (poziom C, z dodatkowym wyposażeniem i dodatkowymi modułami opancerzenia)
- współczynnik mocy jednostkowej: 34 KM/t (przy masie 31 500 kg)
- długość całkowita: 7,4 m
- szerokość:
  - bez ekranów przeciwkumulacyjnych: 3,43 m (poziom A)
  - z ekranami przeciwkumulacyjnymi: 3,7 m (poziom C)
- wysokość do stropu wieży: 3,1 m
- szerokość gąsienicy: 500 mm
- prędkość maksymalna:
  - na szosie: 70 km/h
  - na biegu wstecznym: ok. 30 km/h
- zasięg: 600 km (na drodze)
- silnik wysokoprężny MTU 10V 892 o mocy 800 kW przy 4250 obr./min
- przekładnia automatyczna Renk HSW 284C
- zawieszenie hydropneumatyczne

## Uzbrojenie

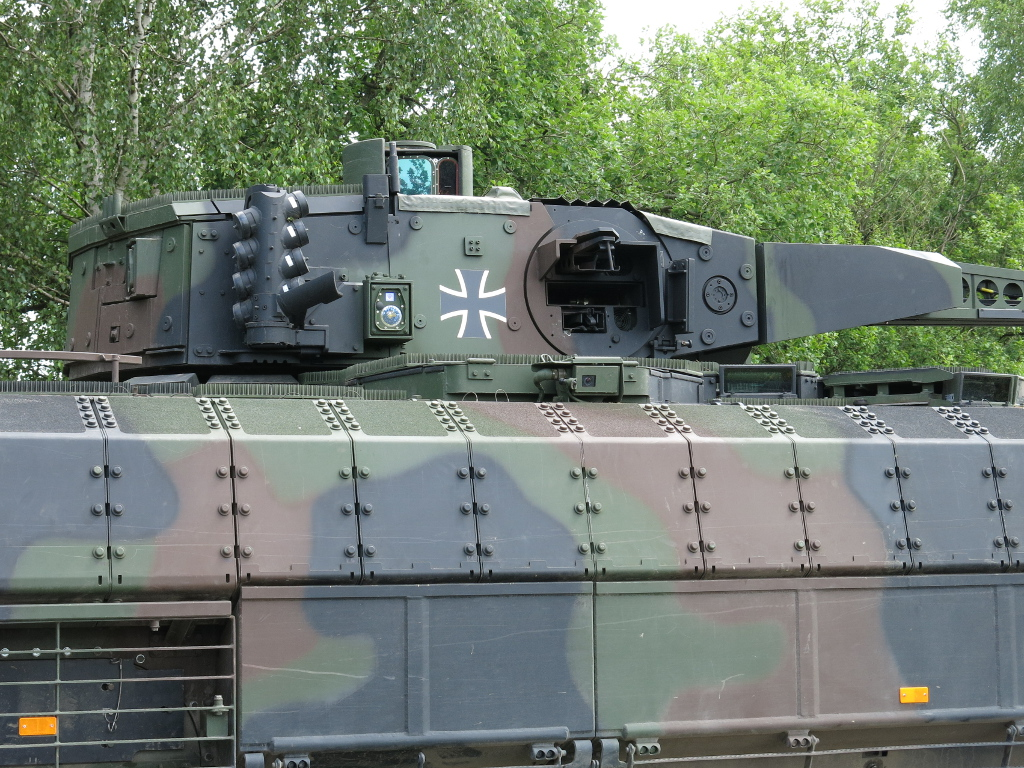
Wieża

- 1× armata automatyczna MK 30-2 kalibru 30mm. Zapas amunicji 400 sztuk, z czego 200 gotowe do użycia. Kąt podniesienia −10° do +45°.
- 1× karabin maszynowy MG4 kalibru 5,56 mm. Zapas amunicji 2000 sztuk, z czego 1000 gotowe do użycia.
- 1× granatnik kalibru 76 mm zamontowany z tyłu pojazdu. Wyrzutnia może być obracana w lewo i w prawo o 90° oraz podnoszona o 50°.

Część pojazdów zostanie wyposażona w wyrzutnie lekkich pocisków przeciwpancernych MELLS (MEhrrollenfähiges Leichtes Lenkflugkörper-System). Zamówienie na system złożono w marcu 2009 roku. Firma EuroSpike GmbH dostarczy łącznie 311 wyrzutni, przeznaczonych do odpalania pocisków Spike LR. Część z nich trafi do jednostek lądowych i specjalnych, a reszta zostanie zamontowana na Pumach (po dwa pociski na wieży).

## Użytkownicy
- Niemcy – do 2020 dostarczono ponad 300 z łącznie zamówionych 350 (pierwotnie 405) egzemplarzy[2][3]